# キーストン・コップス

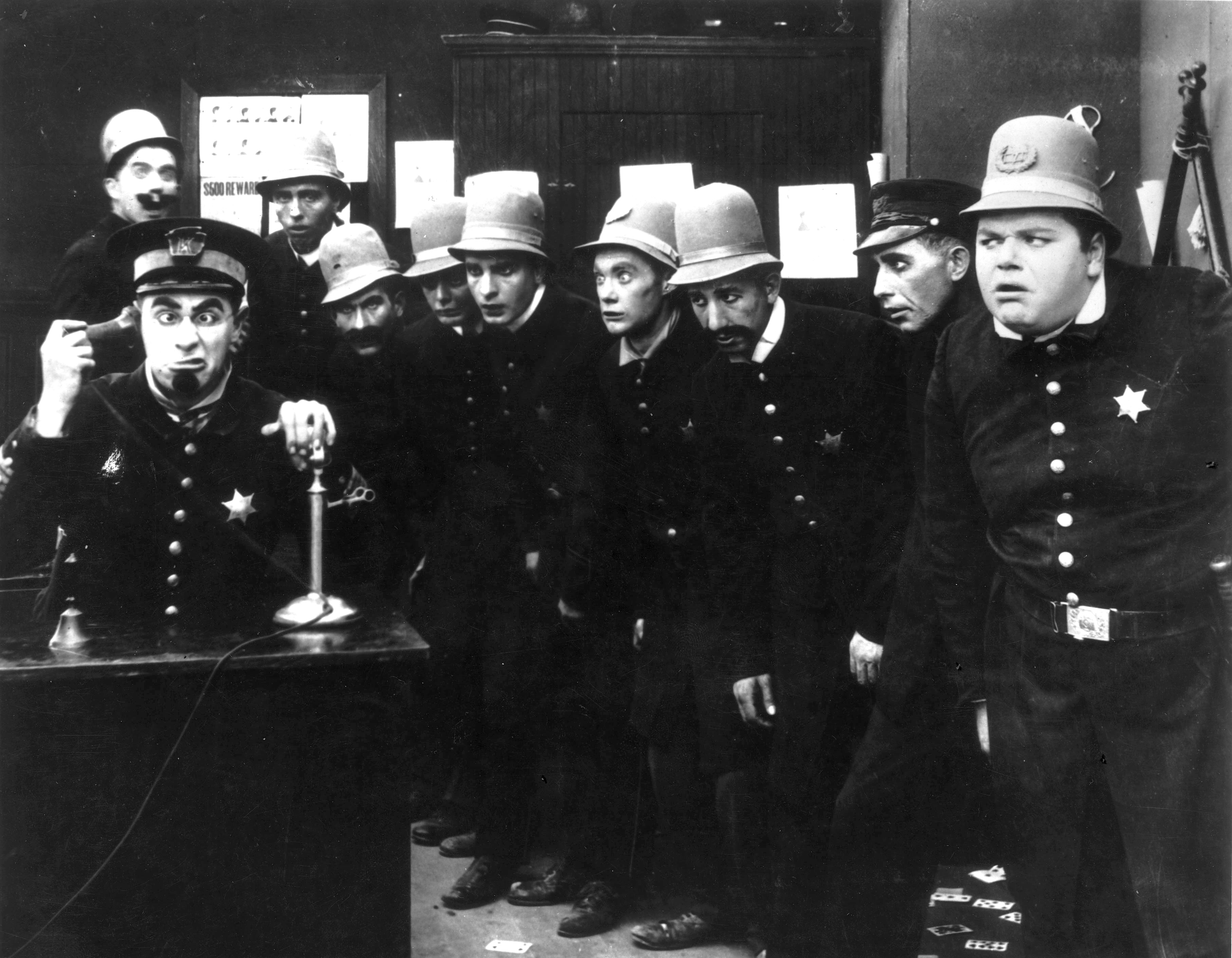
キーストン・コップス

キーストン・コップス（Keystone Cops、Keystone Kops）はアメリカ合衆国で活躍したコメディアングループ。警官隊がドタバタ喜劇を繰り広げるというスタイルである。サイレント映画全盛期の1912年から1917年にかけて、スラップスティック・コメディの創始者とされるマック・セネットが設立したキーストン・スタジオの映画作品で活動した。

## 略歴
考案したのは当時の俳優、ハンク・マンだったとされる。初代警察署長を演じた（後にフォード・スターリングと交代）。キーストン・コップスの初お目見えは1912年公開の『Hoffmeyer's Legacy』で、1913年には「ヴァンビル警察」という舞台（設定）が定着した。
また、この年にはロスコー・アーバックルがキーストンに入社し、コップスの一員になっている。翌年の1914年はチャーリー・チャップリンがスクリーンデビュー。次第に頭角を現すチャップリン作品を支える形で、コップスは活動を続けた。また、チャップリンも『泥棒を捕まえる人』でコップスの一人を演じている。

## 備考
- 正式なメンバー、人数は確認することができない。1日限定でメンバーになった人物もいれば、スターリングやアーバックルのようにレギュラーメンバーとして活動した人物もいる。
- キーストン・コップスのつづりは「Cops」ではなく「Kops」である。
- 1984年にアメリカのアクティビジョンより発売されたAtari 2600とAtari 5200専用テレビゲームソフト『Keystone Kapers』は、キーストン・コップスをモチーフにした作品である。
- イギリスのミステリ作家ピーター・ラヴゼイの長編小説『キーストン警官』（"Keystone" 1983年）はキーストン撮影所を舞台とした作品である。

## 主な作品
- Hoffmeyer's Legacy（1912）
- メーベルの誤解（英語版）（1913）
- バーニー・オールドフィールドの人生競争（英語版）（1913）[3]
- Mabel's New Hero（1913）
- 醜女の深情け Tillie's Puntured Romance（1914）
- In the Clutches of the Gang（1914）
- The Noise of Bombs（1914）
- ノックアウト（1914）
- 略奪恋愛（英語版）（1915）[4]
- Wished on Mabel（1915）
- Love, Speed and Thrills（1915）

## 参考書籍
- サイレント・コメディ全史（新野敏也著、1992年、喜劇映画研究会 ISBN 978-4906409013）
- 〈喜劇映画〉を発明した男　帝王マック・セネット、自らを語る（マック・セネット著、石野たき子訳／新野敏也監訳、2014年、作品社 ISBN 978-4861824722）